# A Christmas Snow
A Christmas Snow é um filme produzido nos Estados Unidos em 2010, dirigido por Tracy J. Trost e com atuações de Catherine Mary Stewart, Muse Watson e Anthony Tyler Quinn.